# 拉莫萊塔山
40°53′57.4″N 00°25′04.5″E / 40.899278°N 0.417917°E

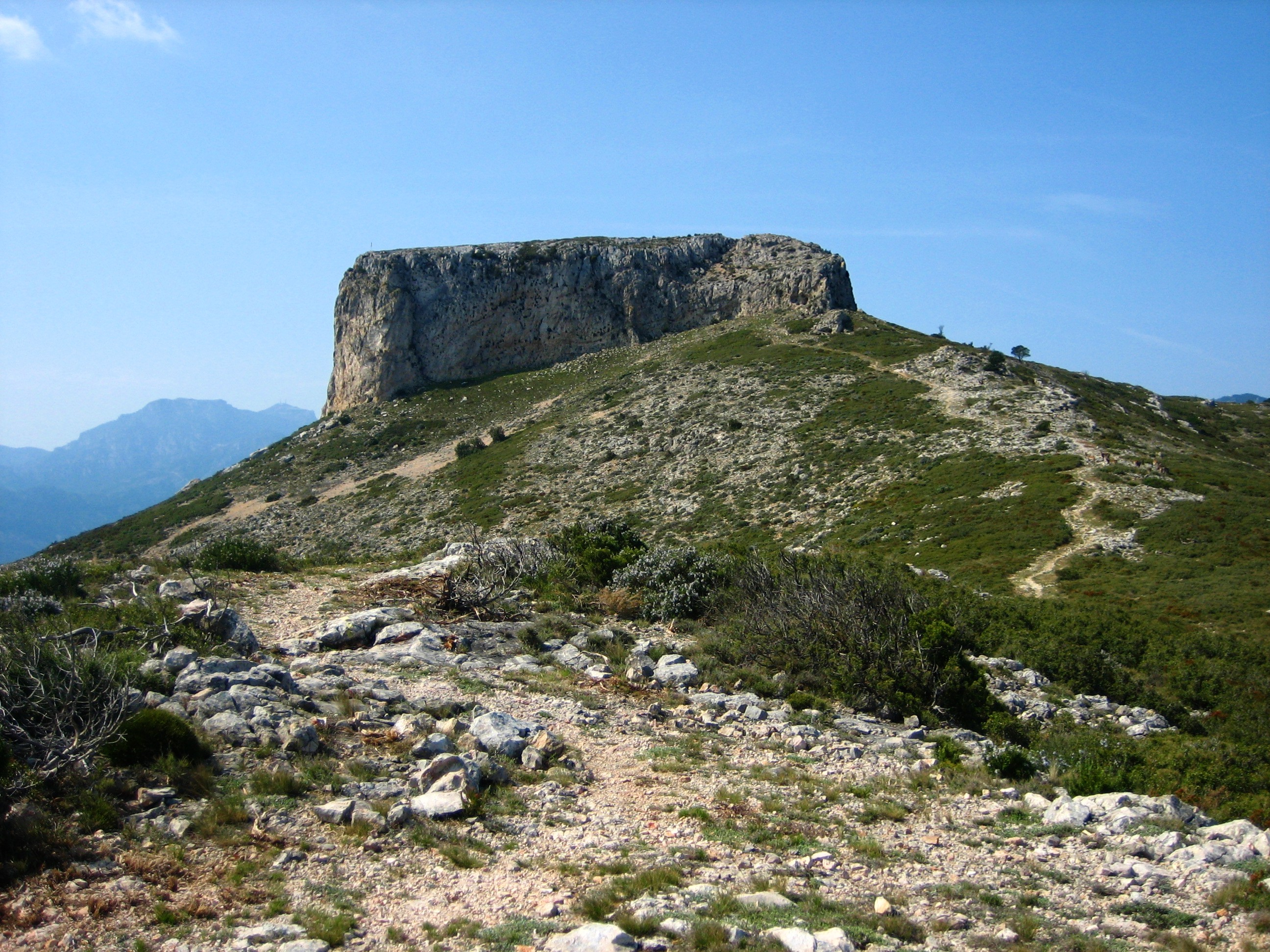

拉莫萊塔山，是西班牙的山峰，位於該國東北部加泰羅尼亞，屬於伊比利亞山脈中埃斯皮納山脈的一部分，海拔高度812米，山體屬於喀斯特地形。